# Експонат з паноптикуму
«Експонат з паноптикуму» — втрачений український радянський художній фільм-драма 1929 року, знятий режисером Георгієм Стабовим на Одеській кіностудії (ВУФКУ).

## Сюжет
Про долю білоемігранта, який повернувся в Радянську Росію. В кінці громадянської війни, разом із залишками білих військ, земський діяч Городинський емігрував за кордон, кинувши в Одесі дружину, дочку і сина. Через десять років Городинський повернувся і був з любов'ю зустрінутий своєю сім'єю. Але і в Радянській Росії Городинський продовжував жити інтересами білогвардійської еміграції. Нове життя викликало в ньому лише шалену лють. Він перетворив в кошмар життя дружини, дочки-вчительки, сина-інженера. З кожним днем, з кожним новим успіхом соціалістичного будівництва Городинський переймався все більшою ненавистю до своєї сім'ї, що стала для нього уособленням радянської дійсності. У припадку злості і люті він бив дружину, дочку і навіть робив замах на вбивство сина. Обурена сім'я вигнала цього відвертого, злобного ворога зі свого будинку. В кінці фільму Городинський «напливом» перетворювався у фігуру з паноптикуму.

## Знімальна група
- Олексій Харламов — Городинський, емігрант, співробітник музею
- Семен Свашенко — Городинський-молодший, інженер
- Евеліна Швець — дочка Городинського
- Анна Мещерська — дружина Городинського
- Іван Маліков-Ельворті — зять Городинського
- Карл Томський — годинникар

- Режисер — Георгій Стабовий
- Сценаристи — Костянтин Кошевський, Соломон Лазурін
- Оператор — Борис Завелєв
- Художник — Володимир Мюллер.[1]